# Acalolepta socia
Acalolepta socia là một loài bọ cánh cứng trong họ Cerambycidae.